# 1995年美國職棒大聯盟選秀
1995年美國職棒大聯盟選秀為大聯盟第31屆選秀。加州天使的戴林·厄斯泰為該年的首輪選秀狀元。

## 第一輪選秀
圖示
|  | 入選美國職棒大聯盟全明星賽的球員     |
|  | 入選美國國家棒球名人堂暨博物館的球員 |

| 順位 | 球員          | 球隊             | 位置   | 畢業學校               |
| 1    | 戴林·厄斯泰   | 加州天使         | 外野手 | 內布拉斯加大學林肯分校 |
| 2    | 班·戴維斯     | 聖地牙哥教士     | 捕手   | 莫爾文預校             |
| 3    | 小荷西·克魯茲 | 西雅圖水手       | 外野手 | 萊斯大學               |
| 4    | 凱瑞·伍德     | 芝加哥小熊       | 右投   | 大草原城高中           |
| 5    | 艾瑞爾·普瑞托 | 奧克蘭運動家     | 右投   | 曼紐·法哈多學院        |
| 6    | 哈梅·瓊斯     | 佛羅里達馬林魚   | 外野手 | 蘭丘·貝納多高中        |
| 7    | 喬納森·強森   | 德州遊騎兵       | 右投   | 佛羅里達州立大學       |
| 8    | 陶德·希爾頓   | 科羅拉多洛磯     | 一壘手 | 田納西大學             |
| 9    | 傑夫·簡金斯   | 密爾瓦基釀酒人   | 外野手 | 南加州大學             |
| 10   | 查德·赫曼森   | 匹茲堡海盜       | 游擊手 | 綠谷高中               |
| 11   | 麥克·德隆萊特 | 底特律老虎       | 右投   | 衛奇塔州立大學         |
| 12   | 麥特·莫里斯   | 聖路易紅雀       | 右投   | 薛頓賀爾大學           |
| 13   | 馬克·瑞德曼   | 明尼蘇達雙城     | 左投   | 奧克拉荷馬大學         |
| 14   | 瑞吉·泰勒     | 費城費城人       | 外野手 | 紐貝瑞高中             |
| 15   | 安迪·楊特     | 波士頓紅襪       | 右投   | 金伍德高中             |
| 16   | 喬·方特諾特   | 舊金山巨人       | 右投   | 拉法葉高中             |
| 17   | 洛伊·哈勒戴   | 多倫多藍鳥       | 右投   | 西亞瓦達高中           |
| 18   | 萊恩·賈隆席克 | 紐約大都會       | 捕手   | 艾斯康迪多高中         |
| 19   | 胡安·勒布朗   | 堪薩斯市皇家     | 外野手 | 阿羅約高中             |
| 20   | 大衛·尤康姆   | 洛杉磯道奇       | 左投   | 佛羅里達州立大學       |
| 21   | 艾爾維·薛帕德 | 巴爾的摩金鶯     | 右投   | 內布拉斯加大學林肯分校 |
| 22   | 湯尼·麥克奈特 | 休士頓太空人     | 右投   | 特克薩卡納高中         |
| 23   | 大衛·米勒     | 克里夫蘭印地安人 | 一壘手 | 克萊門森大學           |
| 24   | 柯瑞·簡金斯   | 波士頓紅襪       | 外野手 | 哥倫比亞高中           |
| 25   | 傑夫·萊佛     | 芝加哥白襪       | 三壘手 | 加州州立大學長灘分校   |
| 26   | 查德·哈金森 * | 亞特蘭大勇士     | 右投   | 恩西尼塔斯高中         |
| 27   | 謝亞·莫倫茲   | 紐約洋基         | 外野手 | 德克薩斯大學奧斯汀分校 |
| 28   | 麥可·巴瑞特   | 蒙特婁博覽會     | 游擊手 | 佩斯學院               |
| 29   | 克里斯·哈斯   | 聖路易紅雀       | 三壘手 | 聖瑪麗高中             |
| 30   | 戴夫·寇金     | 費城費城人       | 右投   | 厄普蘭高中             |

## 其他著名球員
- 賈羅德·瓦許本（英语：Jarrod Washburn）, 第2輪, 31順位被加州天使選走
- 馬克·貝爾霍恩（英语：Mark Bellhorn）, 第2輪, 35順位被奧克蘭運動家選走
- 馬隆·安德森（英语：Marlon Anderson）, 第2輪, 42順位被費城費城人選走
- 克雷格·威爾森（英语：Craig Wilson (first baseman)）, 第2輪, 47順位被多倫多藍鳥選走
- 卡洛斯·貝爾川, 第2輪, 49順位被明尼蘇達雙城選走
- 尚恩·凱西（英语：Sean Casey (baseball)）, 第2輪, 53順位被克里夫蘭印地安人選走
- 布瑞特·湯姆科（英语：Brett Tomko）, 第2輪, 54順位被辛辛那提紅人選走
- 藍迪·溫恩（英语：Randy Winn）, 第3輪, 65順位被佛羅里達馬林魚選走
- 萊恩·丹普斯特, 第3輪, 66順位被德州遊騎兵選走
- 布朗森·阿洛尤, 第3輪, 69順位被匹茲堡海盜選走
- J·J·普茲, 第3輪, 84順位被芝加哥白襪選走, 但未簽約
- 亞當·艾佛瑞特（英语：Adam Everett）, 第4輪, 91順位被芝加哥小熊選走, 但未簽約
- 拉斯·歐提茲（英语：Russ Ortiz）, 第4輪, 103順位被舊金山巨人選走
- 道格·米恩特凱維奇（英语：Doug Mientkiewicz）, 第5輪, 128順位被明尼蘇達雙城選走
- 傑森·拉魯（英语：Jason LaRue）, 第5輪, 139順位被辛辛那提紅人選走
- 布萊恩·施奈德（英语：Brian Schneider）, 第5輪, 143順位被蒙特婁博覽會選走
- 丹·寇布（英语：Dan Kolb）, 第6輪, 150順位被德州遊騎兵選走
- 喬·內森, 第6輪, 159順位被舊金山巨人選走
- 克雷格·孟羅（英语：Craig Monroe）, 第8輪, 206順位被德州遊騎兵選走
- A·J·柏奈特, 第8輪, 217順位被紐約大都會選走
- 雷·金恩（英语：Ray King (baseball)）, 第8輪, 223順位被辛辛那提紅人選走
- 萊恩·佛瑞爾, 第10輪, 272順位被多倫多藍鳥選走
- 大衛·德魯奇（英语：David Dellucci）, 第10輪, 276順位被巴爾的摩金鶯選走
- 泰德·李利, 第13輪, 356順位被多倫多藍鳥選走, 但未簽約
- 布萊德·威爾克森（英语：Brad Wilkerson）, 第13輪, 359順位被洛杉磯道奇選走, 但未簽約
- 馬克·亨德瑞克森, 第16輪, 434順位被底特律老虎選走, 但未簽約
- 史考特·普羅克特（英语：Scott Proctor）, 第17輪, 469順位被紐約大都會選走, 但未簽約
- 湯姆·布雷迪, 第18輪, 507順位被蒙特婁博覽會選走, 但未簽約
- 大衛·羅斯, 第19輪, 527順位被洛杉磯道奇選走, 但未簽約
- 亞倫·邁爾斯（英语：Aaron Miles）, 第19輪, 529順位被休士頓太空人選走
- 麥克·洛威爾, 第20輪, 562順位被紐約洋基選走
- 布萊恩·弗恩特斯, 第25輪, 678順位被西雅圖水手選走
- 麥特·索恩頓（英语：Matt Thornton (baseball)）, 第27輪, 742順位被底特律老虎選走, 但未簽約
- 胡安·皮埃爾, 第30輪, 818順位被西雅圖水手選走, 但未簽約
- 羅布·馬科威亞克（英语：Rob Mackowiak）, 第30輪, 839順位被辛辛那提紅人選走, 但未簽約
- 佩卓·費利西安諾（英语：Pedro Feliciano）, 第31輪, 863順位被洛杉磯道奇選走
- 內特·羅伯森（英语：Nate Robertson）, 第35輪, 980順位被芝加哥白襪選走, 但未簽約
- D·J·卡拉斯可（英语：D. J. Carrasco）, 第39輪, 1074順位被德州遊騎兵選走, 但未簽約
- 麥克·林肯（英语：Mike Lincoln）, 第40輪, 1111順位被舊金山巨人選走, 但未簽約
- 亞倫·羅汪德（英语：Aaron Rowand）, 第40輪, 1113順位被紐約大都會選走, 但未簽約
- 布萊德·李吉, 第42輪, 1167順位被舊金山巨人選走, 但未簽約
- 小傑瑞·赫爾斯頓, 第42輪, 1172順位被巴爾的摩金鶯選走, 但未簽約
- 帕特·布瑞爾（英语：Pat Burrell）, 第43輪, 1194順位被波士頓紅襪選走, 但未簽約
- 凱西·布雷克（英语：Casey Blake）, 第45輪, 1259順位被紐約洋基選走, 但未簽約
- 克里夫·波利特（英语：Cliff Politte）, 第54輪, 1438順位被聖路易紅雀選走
- 賈斯汀·史拜爾, 第55輪, 1452順位被芝加哥小熊選走
- 馬克·穆爾德, 第55輪, 1455順位被底特律老虎選走, 但未簽約
- 蓋比·凱普勒（英语：Gabe Kapler）, 第57輪, 1487順位被底特律老虎選走
- 基普·威爾斯（英语：Kip Wells）, 第58輪, 1501順位被密爾瓦基釀酒人選走, 但未簽約

## 外部連結
- MLB.com - 1995 Draft Tracker (all rounds)
- MLB.com - Draft History （页面存档备份，存于）
- Complete draft list from The Baseball Cube database （页面存档备份，存于）

| 前任： 保羅·威爾森 | 選秀狀元 戴林·厄斯泰 | 繼任： 克里斯·班森 |